# John Moffitt
Pour les articles homonymes, voir Moffitt.
Ne doit pas être confondu avec John Moffatt.
John Moffitt (né le 12 décembre 1980 à Winnsboro, en Louisiane) est un athlète américain spécialiste du saut en longueur.
Il se distingue durant la saison 2004 en remportant les titres universitaires américains en salle et en plein air de la longueur. Qualifié pour les Jeux olympiques d'Athènes, il monte sur la deuxième marche du podium, derrière son compatriote Dwight Phillips, établissant avec un saut à 8,47 m la meilleure performance de sa carrière. En fin de saison, il se classe troisième de la Finale mondiale de l'IAAF disputée à Monaco.

## Palmarès
| Année | Compétition     | Lieu      | Résultat | Marque |
| ----- | --------------- | --------- | -------- | ------ |
| 2004  | Jeux olympiques | Athènes   | 2e       | 8,47 m |
| 2004  | Finale mondiale | Monaco    | 3e       | 7,88 m |
| 2007  | Finale mondiale | Stuttgart | 7e       |        |

### Records personnels
- Saut en longueur - 8,47 m (2004), 8,27 m (2004, en salle)
- Triple saut - 16,53 m (2003), 16,79 m (2004, en salle)